# Blauw guichelheil
Blauw guichelheil (Anagallis arvensis subsp. foemina, basioniem: Anagallis foemina) is een eenjarige plant, die behoort tot de sleutelbloemfamilie (Primulaceae). De ondersoort staat in Nederland op de Rode lijst als zeer zeldzaam en zeer sterk in aantal afgenomen. Ze is in Nederland wettelijk beschermd in het kader van het 'Besluit activiteiten leefomgeving' van de Omgevingswet. Blauw guichelheil moet niet verward worden met de blauwe vorm van rood guichelheil (Anagallis arvensis subsp. arvensis).
De plant wordt 5–50 cm hoog en heeft een liggende of opstijgende stengel. De zittende, tegenoverstaande bladeren hebben aan de onderzijde zwarte klierpuntjes en hebben een eironde tot langwerpig-ronde vorm.
Blauw guichelheil bloeit vanaf mei tot de herfst met blauwe, zelden witte bloemen. De kroonslippen hebben in tegenstelling tot rood guichelheil geen of minder dan dertig klierharen. Als er klierharen zijn dan zijn deze hoofdzakelijk viercellig, waarbij de eindcel langer dan breed is. De randen van de bloemkroonslippen bedekken elkaar meestal niet.  De vrucht is een doosvrucht.
De plant komt vooral in graanvelden op matig droge tot vochtige, kalkrijke grond. Het is een archeofyt, ze is in de Lage Landen al voor 1500 ingevoerd vanuit Zuid-Europa.